# Tranzystor polowy złączowy

Symbol tranzystora z kanałem typu n

Symbol tranzystora z kanałem typu p

Tranzystor polowy złączowy, JFET (ang. Junction Field-Effect Transistor) – jeden z rodzajów tranzystorów polowych.
Tranzystor taki składa się z warstwy półprzewodnika typu n (tranzystor z kanałem typu n) lub typu p (tranzystor z kanałem typu p) oraz wbudowanej w nią, silnie domieszkowanej warstwy półprzewodnika przeciwnego typu (odpowiednio p+ i n+). W rezultacie w tranzystorze jest złącze p-n. Na zewnątrz obudowy wyprowadzone są trzy końcówki: dren (D, drain); źródło (S, source) oraz bramka (G, gate)
Tranzystor polaryzuje się tak, ażeby nośniki większościowe (dziury w tranzystorach typu p, elektrony w tranzystorach typu n) przepływały od źródła do drenu. Natomiast złącze bramka – źródło polaryzuje się zaporowo.

Uproszczona budowa tranzystora z kanałem typu n oraz ilustracja zmiany przekroju czynnego kanału

Gdy napięcie bramka – źródło (UGS) jest równe zero, wówczas nośniki większościowe płyną bez przeszkód – prąd dla danego napięcia dren – źródło (UDS) osiąga wartość maksymalną oznaczaną symbolem IDSS. Gdy natomiast napięcie bramka – źródło zacznie rosnąć (a dokładniej jego wartość bezwzględna), wówczas w złączu p-n, które jest spolaryzowane zaporowo pojawi się obszar ładunku przestrzennego (obszar zubożony). Obszar ten wnika w kanał, a że praktycznie nie ma w nim swobodnych nośników (charakteryzuje się bardzo dużą rezystancją), czynny przekrój kanału maleje. Efektem jest zwiększenie rezystancji kanału, a więc ograniczenie prądu dren – źródło.
Gdy napięcie bramka – źródło osiągnie charakterystyczną dla danego tranzystora maksymalną wartość UGSOFF, kanał praktycznie zatyka się – prąd dren – źródło jest bardzo mały, rzędu 1–10 mikroamperów, tranzystor nie przewodzi.
Prąd drenu jest funkcją napięcia bramka – źródło i jego zmiana następuje na skutek zmian pola elektrycznego, co nazywane jest efektem polowym; zależność tę przedstawia rysunek.

Charakterystyka przejściowa tranzystora typu n

Przebieg charakterystyki zależy od temperatury – wraz z jej wzrostem prąd IDSS rośnie, natomiast napięcie UGSOFF maleje. Istnieje jednak jeden punkt na charakterystyce (wyznaczany przez konkretne wartości prądu i napięcia), który nie ulega zmianom pod wpływem temperatury. Można zatem ustalić taki punkt pracy tranzystora, aby układ był niewrażliwy na zmiany temperatury, co jest ważną zaletą.
Tranzystor polowy może działać w trzech zakresach pracy:
- liniowym (triodowym) – prąd drenu liniowo zależy od napięcia dren – źródło; tranzystor zachowuje się jak rezystor półprzewodnikowy;
- nasycenia – prąd drenu zależy praktycznie wyłącznie od napięcia bramka – źródło; napięcie dren – źródło musi przekroczyć określoną wartość oznaczaną UDSsat.
- powielania lawinowego.

Podstawowe parametry tranzystora JFET:
- prąd wyłączenia (ID(OFF)) – prąd drenu dla napięcia bramka – źródło przekraczającego wartość UGSOFF
- rezystancja statyczna włączenia
- rezystancja statyczna wyłączenia
- maksymalny prąd drenu
- maksymalny prąd bramki
- maksymalne napięcie dren – źródło
- dopuszczalne straty mocy (typowo rzędu miliwatów)